# Акилбай (Казахстан)
Акилба́й (каз. Ақылбай) — село у складі Бурабайського району Акмолинської області Казахстану. Входить до складу Абилайхановського сільського округу.
Населення — 706 осіб (2021; 972 у 2009, 935 у 1999, 1096 у 1989).
Національний склад станом на 1989 рік:
- росіяни — 47 %;
- казахи — 25 %.

До 2005 року село називалось Дорофієвка.